# 孙其信
孙其信（1962年8月—），甘肃景泰人，中国小麦遗传育种领域专家，北京农业大学农学博士，教授，中国工程院院士，享受国务院政府特殊津贴。现任中国农业大学校长。曾任政协陕西省第十一届委员会副主席、西北农林科技大学校长。

## 简历
1978年，孙其信考入甘肃农业大学农学系学习；1982年，进入北京农业大学，攻读研究生；1987年，获作物遗传育种专业博士学位，并留在北京农大任教；期间，曾先后在美国科罗拉多州立大学、加拿大农业部温尼伯生物中心做访问学者。孙其信主要从事小麦雄性不育及杂种优势分子机理研究、小麦耐热性及其遗传研究、小麦抗病分子标记定位、小麦基因组研究及重要经济性状基因等；曾任国家重点基础研究规划（973）项目“主要农作物杂种优势及其利用的分子生物学基础”首席科学家，中国农业大学植物科学技术学院副院长、院长，作物学院院长，中国农业大学校长助理、副校长等职。
2011年1月，调陕西省工作，出任西北农林科技大学校长（副部长级）；2015年1月，在政协陕西省十一届委员会第三次会议上，增选为陕西省政协副主席。2017年7月，出任中国农业大学校长（副部长级）。
孙其信是十一届、十二届、十三届、十四届全国人大代表，十一届、十四届全国人大农业与农村委员会委员，十三届、十四届全国人大常委会委员。